# Октализ
Октализ (англ. Octalysis = octagon (восьмигранник) + analysis (анализ, изучение, разбор)) — анализ схемы восьми ключевых элементов игрофикации, разработанный специалистом в игрофикации Ю Кай Чоу. Другими словами, октализ — это анализ схемы восьми основных факторов мотивации человека, которые легли в основу «персонализированной» игрофикации.
Сейчас большинство систем «направлено на действие» то есть разработано таким образом, чтобы работа выполнялась как можно быстрее. Это похоже на фабрику, где люди работают, потому что должны. В то же время, «персонализированная» (то есть направленная на человека, а не на действие) структура помнит, что у людей, находящихся в системе, есть чувства, неуверенность в себе и причины, по которым они хотят или не хотят делать какие-то вещи. Поэтому такая структура обеспечивает оптимизацию их чувств, мотивации и вовлечённости.
Восьмигранник Ю Кай Чоу показывает анализ факторов человеческой мотивации и объясняет применение основных поведенческих стимулов, которые мотивируют пользователя более эффективно выполнить какую-либо задачу посредством интерактивного опыта.

## Восемь основных факторов мотивации человека
Ю Кай Чоу считает, что мотивацию человека, участвующего в игре, поддерживает и усиливает восемь факторов:
1. Чувство собственной значимости, миссия;
2. Достижение, стремление к лидерству;
3. Самосовершенствование, раскрытие творческого потенциала, «прокачка навыков»;
4. Чувство владения и накопления, «я собственник!»;
5. Социальное давление, дружба, конкуренция;
6. Ограниченность ресурсов, нетерпеливость;
7. Тайна, сюрприз, непредсказуемость, любопытство;
8. Избегание негатива, размеренность, безопасность.

Каждым человеком движет уникальное сочетание нескольких мотивирующих сил. Кто-то вступает в игру потому, что хочет быть лидером. Кого-то мотивирует вызов, трудности и борьба с препятствиями. Кому-то, наоборот, нужно прежде всего ощущать себя в безопасности. Результаты тестирования одного человека или целой группы можно визуализировать в виде диаграммы-восьмигранника. Процесс анализа такой диаграммы и называется октализ.

### Чувство собственной значимости, миссия
Это первый фактор мотивации человека. Он заключается в следующем: когда человек во что-то по-настоящему вовлечён, он начинает считать, что выполняет какую-либо «миссию», для которой он был «избран». Как результат: человек готов отдавать много сил, свободного времени, а иногда и средств процессу.
К примеру, давайте возьмём Википедию. Почему люди способствуют её развитию? Что побуждает людей добавлять информацию? Авторы не получают никаких вознаграждений, но они чувствуют, что их вклад будет способствовать развитию и защите человеческих знаний.

### Достижение, стремление к лидерству
Развитие, стремление к лидерству, достижение — второй фактор мотивации человека. Он служит для достижения успехов, развития навыков, развития мастерства и, в конечном счете, преодоления трудностей.
Людям нравится не просто продумывать ходы и выполнять задания, но и видеть результаты своей деятельности, получать за неё какие-то бонусы или призы, быть в списке лидеров.

### Самосовершенствование, раскрытие творческого потенциала, «прокачка навыков»
Третий фактор мотивации. Любой «трофей» или приз практически не имеет для человека смысла, если награда получена просто так. Ценны только те награды, ради которых он преодолел какие-то преграды и трудности, выполнил какое-либо «задание».

### Чувство владения и накопления, «я собственник!»
Четвёртый фактор мотивации человека — чувство, что он владеет чем-то или контролирует что-то. Когда у человека что-то есть, он инстинктивно старается это увеличить и улучшить.
У всех людей есть это желание накопить богатство, все ценят свои вещи. Например, часто люди, продающие свой дом, считают его стоимость намного выше рыночной именно из-за чувства собственности.

### Социальное давление, дружба, конкуренция
Пятый фактор включает в себя все социальные элементы, мотивирующие людей: наставничество, общественное признание, товарищеские отношения, а также конкуренцию и зависть.
Когда мы видим, что у друга развит какой-то навык, он достиг какого-либо уровня, то у нас, как правило, возникает желание догнать и перегнать его.

### Ограниченность ресурсов, нетерпеливость
Шестой фактор мотивации человека — желание обладать теми или иными вещами просто потому, что они очень редкие. И чем более редок ресурс или предмет, тем он более ценен.

### Тайна, сюрприз, непредсказуемость, любопытство
Седьмым фактором являются непредсказуемость хода игры и человеческое любопытство. Вам интересно, потому что вы не знаете, что произойдёт дальше.
Любопытство стимулирует людей продолжать заниматься чем-либо и узнавать, что же будет дальше. Именно поэтому многие читают художественную литературу и смотрят фильмы.
Однако именно этот фактор часто становится причиной игорной зависимости и пристрастий к лотерейным билетам и т. п.

### Избегание негатива, размеренность, безопасность
Восьмой и последний основной фактор мотивации — избегание негатива. Никто не любит негативные эмоции, поэтому все стараются по возможности их избегать. Иногда это проявляется в виде необходимости действовать немедленно, из-за страха навсегда потерять эту возможность («специальное предложение для ограниченного времени!»).
В некоторых играх этот фактор существует в виде поощрения чем-либо за то, что человек заходит в игру каждый день или каждые 12 часов. И чем дольше игрок это делает, тем более ценными становятся поощрения. Например, за первый день вы получаете 30 монет, за второй — 50, за третий — 70 и т. д. Если же вы пропускаете день или два, всё опять начинается с 30 монет.

## «Белые» и «чёрные» факторы мотивации
Помимо прочего, факторы мотивации в схеме октализа делятся на «белые» и «чёрные».
«Белые» факторы находятся в верхней части восьмигранника. Они помогают человеку почувствовать себя сильной, самореализовавшейся личностью и дают пользователю возможность выразить его творческие способности и добиться поставленной цели за счёт усвоения тех или иных навыков. «Белые» факторы дают пользователю уверенность в себе, но при этом не создают у человека чувство срочности. Это что-то вроде «Я пойду спасать мир, но сначала всё-таки выпью кофейка».
Так называемые «чёрные» факторы мотивации находятся в нижней части восьмигранника. Эти факторы вызывают у человека чувство одержимости, взволнованности — что-то сродни наркомании. Человеку свойственно хотеть чего-то, а если ему пообещают, что может быть, когда-нибудь, при благополучном стечении обстоятельств, он получит то, что хочет — то человек готов практически на всё (в частности, сидеть за игрой целыми сутками или на последние деньги покупать лотерейный билет). Именно на желании, на любопытстве и жажде новых эмоций и строятся «чёрные» факторы мотивации.
«Белые» факторы мотивации человека:
1. Чувство собственной значимости, миссия;
2. Достижение, стремление к лидерству;
3. Самосовершенствование, раскрытие творческого потенциала, «прокачка навыков».[3]

«Чёрные» факторы мотивации человека:
1. Ограниченность ресурсов, нетерпеливость;
2. Тайна, сюрприз, непредсказуемость, любопытство;
3. Избегание негатива, размеренность, безопасность.[3]

Кроме них, остались ещё два факторы, которые нельзя отнести только к «чёрным» или только к «белым». Они выполняют и ту, и другую функции. Это:
1. Чувство владения и накопления, «я собственник!»;
2. Социальное давление, дружба, конкуренция.[3]

## «Полушария» октализа
Кроме этого, восьмигранник Ю-кай Чоу ещё делится на два «полушария», где правое полушарие — это факторы мотивации, направленные на творчество и самовыражение (творчество, социальные элементы, непредсказуемость). А левое — на логику и чувство собственности (достижение, обладание, ограниченность ресурсов).

## Использование
Сейчас структура октализа используется в области здравоохранения, физической подготовки, образования, тренингов и дизайна продукции, чтобы повысить активность пользователей, окупаемость инвестиций и мотивации.
Вот несколько примеров применения Октализ, которые приводит доктор Филипп Иванович Рыжук:
1. Nike Run Club – фитнес-приложение, использующее геймификацию для повышения мотивации пользователей. В нем задействованы механики достижений, соревнований и социальных взаимодействий, позволяя пользователям зарабатывать награды, отслеживать прогресс и участвовать в челленджах.
2. Duolingo – образовательная платформа для изучения языков, превращающая обучение в игру. Пользователи получают очки за выполнение упражнений, повышают уровни, участвуют в рейтингах и могут терять "жизни" при ошибках, что стимулирует регулярные занятия.
3. Fitbit – устройство и мобильное приложение для мониторинга физической активности, использующее игровые механики для вовлечения пользователей. Достижения, награды и соревновательные элементы помогают формировать полезные привычки.
4. Zombies, Run! – фитнес-приложение, превращающее бег в интерактивную игру с сюжетом и неожиданными событиями. Пользователи бегут от виртуальных зомби и выполняют миссии, что делает процесс тренировок увлекательным.
5. Starbucks Rewards – программа лояльности, основанная на элементах геймификации. Клиенты зарабатывают баллы (Stars), достигают новых уровней участия и получают эксклюзивные привилегии, что стимулирует частые покупки.